# 越智晴雄
越智 晴雄（おち はるお、1984年2月7日 - ）は、日本の男性総合格闘家。愛媛県西条市出身。パラエストラ愛媛所属。現DEEPストロー級王者。

## 来歴
高校時代は、野球部であった。大学から空手を経験し、その後ボクシング部に入部。同時にパラエストラ愛媛で総合格闘技を始める。
2007年第14回全日本アマチュア修斗選手権 フェザー級 3位に入賞し、プロ修斗のライセンスを取得。

### 修斗
2008年修斗フェザー級新人王トーナメントに参戦し、プロデビュー戦となる1回戦で戸澤真澄美を裏投げで失神させKO勝利。二回戦で根津優太と対戦。ローキックを利かされ劣勢になるも、ブルドックチョークで逆転勝利。準決勝でエダ“塾長”こうすけと対戦するも判定負け。
2007年12月13日、前年に続き、修斗フェザー級新人王トーナメントに参戦するも、対戦相手の怪我で不戦勝が2試合続き、そのまま決勝に進出。、新人王トーナメント決勝戦で、吉田圭多と対戦するも延長戦で敗退。公式結果としては引き分けとなる。
2010年11月19日、階級をフェザー級からバンダム級に下げ、井島裕彰と対戦しの判定勝利。
2011年5月28日、前年度の修斗新人王であるランボー宏輔と対戦し、左フックでKO勝利。9月23日、神酒龍一と対戦し、2-1のスプリット判定勝利。
2012年3月10日、パンクラス王者である清水清隆を修斗で迎え、2-0の判定勝ちを収める。11月11日、神酒龍一と再戦するも、判定負けしリベンジを許す。

### DEEP
2013年主戦場をDEEPに移す。10月14日、DEEP初出場となったDEEP TOKYOで島袋チカラと対戦し、ギロチンチョークで一本勝ち。
12月22日、DEEP 64 IMPACTでDEEPフライ級王者の和田竜光とノンタイトル戦で対戦するも、テイクダウンに苦しみ判定負けする。
2014年6月22日、元DEEPフェザー、バンダム級王者である今成正和と対戦。パンチとパウンドを効かせ、今成の左瞼の負傷によりTKO勝ちを収める。
2014年12月31日、DEEP DREAM IMPACT 2014 〜大晦日SPECIAL〜で前田吉朗と対戦し、判定負け。
2016年6月26日、DEEPストロー級初代王者決定トーナメント1回戦でカンサトーと対戦。激闘を繰り広げるも、1-2の判定で敗退。
DEEP王座獲得
2017年9月16日、DEEP 79 IMPACTのストロー級タイトルマッチで王者カンサトーと再戦。タックルを多用し、2Rにフロントチョークで一本勝ち。自身の初タイトルとなる、第二代DEEPストロー級王座獲得に成功した。
2018年4月8日、DEEP CAGE IMPACT in OSAKA 2018のストロー級タイトルマッチで挑戦者の柴田“MONKEY”有哉と対戦し、5-0の判定勝ちを収め、王座の初防衛に成功した。

### RIZIN
2018年9月30日、RIZINに初出場し、RIZIN.13でパンクラスストロー級王者の砂辺光久と対戦し、左フックからのサッカーボールキックでKO勝ちを収めた。
2019年3月9日、DEEP 88 IMPACTのストロー級タイトルマッチで挑戦者の川原波輝と対戦し、5-0の判定勝ちを収め、2度目の王座防衛に成功した。
2019年8月18日、RIZIN.18でストロー級世界ランキング1位のジャレッド・ブルックスと対戦し、偶然のバッティングによりノーコンテストとなった。
2019年12月29日、BELLATOR JAPANのRIZIN提供試合でストロー級世界ランキング1位のジャレッド・ブルックスと4ヶ月ぶりに再戦し、0-3の判定負けを喫した。
DEEP王座陥落
2020年8月23日、DEEP 94 IMPACTのストロー級タイトルマッチで挑戦者の川原波輝と再戦し、2Rにリアネイキッドチョークによる一本負けを喫し王座から陥落した。
2021年9月23日、 DEEP 103 IMPACTでフライ級に階級を上げて渋谷カズキと対戦し、3-0の判定勝ちを収めた。
2021年11月20日、RIZIN.32で曹竜也と対戦し、3-0の判定勝ち。
2022年8月21日、DEEP 109 IMPACTのDEEPフライ級グランプリ1回戦で本田良介と対戦し、1-4の判定負けを喫し1回戦敗退となった。
DEEP王座返り咲き
2023年12月10日、DEEP 117 IMPACTのDEEPストロー級暫定王座決定戦で佑勢乃花と対戦し、1Rにグラウンド状態で上から佑勢乃花を持ち上げて叩きつけてスラムでKO勝ちを収め、暫定ながらDEEP王座返り咲きを果たした。
2024年5月26日、DEEP TOKYO IMPACT 2024 3rd ROUNDでDEEPストロー級王座統一戦を行い、正規王者の川原波輝と3年9ヶ月ぶり3度目の再戦。1Rにギロチンチョークで一本勝ちを収め王座統一に成功、正規王座に返り咲いた。
2025年3月30日、3年4ヶ月ぶりのRIZIN参戦となるRIZIN.50で第2代WARDOG CAGE FIGHTストロー級王者の中務修良と対戦し、3Rにギロチンチョークで一本勝ちを収めた。

## 戦績
| 総合格闘技 戦績 | 総合格闘技 戦績 | 総合格闘技 戦績 | 総合格闘技 戦績 | 総合格闘技 戦績 | 総合格闘技 戦績 | 総合格闘技 戦績 |
| --------------- | --------------- | --------------- | --------------- | --------------- | --------------- | --------------- |
| 41 試合         | (T)KO           | 一本            | 判定            | その他          | 引き分け        | 無効試合        |
| 27 勝           | 8               | 9               | 10              | 0               | 2               | 1               |
| 11 敗           | 0               | 1               | 10              | 0               | 2               | 1               |

| 勝敗 | 対戦相手                           | 試合結果                                          | 大会名                                                          | 開催年月日     |
| ○    | 中務修良                           | 3R 1:22 ギロチンチョーク                          | RIZIN.50                                                        | 2025年3月30日  |
| ○    | 多湖力翔                           | 5分3R終了 判定2-1                                 | DEEP 123 IMPACT                                                 | 2024年12月8日  |
| ○    | 川原波輝                           | 1R 1:59 ギロチンチョーク                          | DEEP TOKYO IMPACT 2024 3rd ROUND 【DEEPストロー級王座統一戦】   | 2024年5月26日  |
| ○    | 佑勢乃花（上原佑介）               | 1R 3:31 KO（スラム）                              | DEEP 117 IMPACT 【DEEPストロー級暫定王座決定戦】                | 2023年12月10日 |
| ○    | キム・ウジェ                       | 3R 2:42 フロントチョーク                          | DEEP TOKYO IMPACT 2023 4th ROUND                                | 2023年5月28日  |
| ○    | 中村真人                           | 1R 2:31 ギロチンチョーク                          | DEEP 111 IMPACT                                                 | 2022年12月11日 |
| ×    | 本田良介                           | 5分3R終了 判定1-4                                 | DEEP 109 IMPACT 【DEEPフライ級グランプリ 1回戦】                | 2022年8月21日  |
| ×    | 関原翔                             | 5分3R終了 判定0-3                                 | DEEP 106 IMPACT                                                 | 2022年2月26日  |
| ○    | 曹竜也                             | 5分3R終了 判定3-0                                 | RIZIN.32                                                        | 2021年11月20日 |
| ○    | 渋谷カズキ                         | 5分3R終了 判定3-0                                 | DEEP 103 IMPACT                                                 | 2021年9月23日  |
| ×    | 川原波輝                           | 2R 4:43 リアネイキッドチョーク                    | DEEP 94 IMPACT 【DEEPストロー級タイトルマッチ】                 | 2020年8月23日  |
| ×    | ジャレッド・ブルックス             | 5分3R終了 判定0-3                                 | BELLATOR JAPAN                                                  | 2019年12月29日 |
| －   | ジャレッド・ブルックス             | 1R 0:10 無効試合（偶発的なバッティング）          | RIZIN.18                                                        | 2019年8月18日  |
| ○    | 川原波輝                           | 5分3R終了 判定5-0                                 | DEEP 88 IMPACT 【DEEPストロー級タイトルマッチ】                 | 2019年3月9日   |
| ○    | 砂辺光久                           | 3R 2:52 KO（左フック→サッカーボールキック）       | RIZIN.13                                                        | 2018年9月30日  |
| ○    | 柴田"MONKEY"有哉                   | 5分3R終了 判定5-0                                 | DEEP CAGE IMPACT in OSAKA 2018 【DEEPストロー級タイトルマッチ】 | 2018年4月8日   |
| ○    | カンサトー                         | 2R 1:47 フロントチョーク                          | DEEP 79 IMPACT 【DEEPストロー級タイトルマッチ】                 | 2017年9月26日  |
| ○    | ランボー宏輔                       | 5分3R終了 判定3-0                                 | DEEP CAGE IMPACT 2017                                           | 2017年5月13日  |
| ○    | 村元友太郎                         | 2R 3:46 フロントチョーク                          | DEEP CAGE IMPACT : DEEP VS. WSOF-GC                             | 2016年12月17日 |
| ○    | アルタンツェツェグ・ウーガンバヤル | 5分3R終了 判定3-0                                 | MGL-1 Fighting Championship : MGL-1 vs DEEP                     | 2016年9月24日  |
| ×    | カンサトー                         | 5分3R終了 判定1-2                                 | DEEP 76 IMPACT 【DEEPストロー級初代王者決定GP 1回戦】           | 2016年6月26日  |
| ○    | ソン・ジュホ                       | 2R 2:37 TKO（パンチ）                             | DEEP 74 IMPACT                                                  | 2015年12月20日 |
| ×    | 小島壮太                           | 5分3R終了 1-2判定                                 | DEEP CAGE IMPACT 2015                                           | 2015年7月20日  |
| △    | 石橋幸太                           | 5分3R終了 0-0判定                                 | DEEP 71 IMPACT                                                  | 2015年2月28日  |
| ×    | 前田吉朗                           | 5分3R終了 0-3判定                                 | DEEP DREAM IMPACT 2014 〜大晦日SPECIAL〜                        | 2014年12月31日 |
| ○    | 今成正和                           | 2R 0:51 TKO（ドクターストップ：眼窩底骨折の疑い） | DEEP 67 IMPACT                                                  | 2014年6月22日  |
| ×    | 和田竜光                           | 5分3R終了 判定0-3                                 | DEEP 64 IMPACT                                                  | 2013年12月22日 |
| ○    | 島袋チカラ                         | 1R 4:40 ギロチンチョーク                          | DEEP TOKYO IMPACT wave 6                                        | 2013年10月14日 |
| ×    | 神酒龍一                           | 5分3R終了 0-3                                     | 修斗                                                            | 2012年11月11日 |
| ○    | 清水清隆                           | 5分3R終了 判定2-0                                 | 修斗                                                            | 2012年1月08日  |
| ○    | 菅原雅顕                           | 1R 1:02 KO（左フック→パウンド）                   | 修斗                                                            | 2012年1月08日  |
| ○    | 神酒龍一                           | 5分2R終了 2-1判定                                 | 修斗                                                            | 2011年9月23日  |
| ○    | ランボー宏輔                       | 2R 2:10 KO (左フック→パウンド)                    | 修斗                                                            | 2011年5月28日  |
| ○    | 井島裕彰                           | 5分2R終了 判定3-0                                 | 修斗                                                            | 2010年11月19日 |
| ×    | 河野啓太                           | 5分2R終了 判定0-3                                 | 修斗                                                            | 2010年2月27日  |
| △    | 吉田圭多                           | 5分2R終了 判定1-0                                 | 修斗                                                            | 2009年12月13日 |
| ○    | 岡田剛史                           | 1R 2:16 腕ひしぎ十字固め                          | 修斗                                                            | 2009年5月17日  |
| ○    | 赤尾征爾                           | 1R 2:18 TKO（タオル投入）                         | 修斗                                                            | 2009年4月19日  |
| ×    | エダ“塾長”こうすけ                 | 5分2R終了 0-3判定                                 | 修斗                                                            | 2008年10月5日  |
| ○    | 根津優太                           | 1R 3:42 ブルドッグチョーク                        | 修斗                                                            | 2008年7月18日  |
| ○    | 戸澤真澄美                         | 2R 3:11 TKO（スラム）                             | 修斗                                                            | 2008年2月23日  |

## 獲得タイトル
- 第2代DEEPストロー級王座（2017年）
- DEEPストロー級暫定王座（2023年）
- 第4代DEEPストロー級王座（2024年）